# Исламдаг.ру
ИсламДаг.ру — российский информационный интернет-портал, посвящённый освещению положений ислама и его общественной, культурной роли. Один из крупнейших исламских сайтов в Рунете. С 2006 года имеет около 15 тематических разделов, включая новостной, аналитический, религиозный, фетвы, исторический, личности, мультимедийный и другие.

## История
Создан в 2006 году благотворительным фондом «Путь» для освещения наиболее важных общественно-политических, социально-экономических и других процессов с точки зрения исламской религии. Зарегистрировано в Федеральной службе по надзору в сфере связи, информационных технологий и массовых коммуникаций (Роскомнадзор) 08 декабря 2017 года. Свидетельство о регистрации Эл № ФС77-71717. Входит в Медиа-Холдинг при Муфтияте Республики Дагестан.

## Редакция
Первым шеф-редактором и руководителем информационно-аналитического отдела издания являлся Султанмагомедов, Мухаммад Вакиль. С 2008 по 2015 года главным редактором сайта был Хаджимурад Раджабов. С 2015 года сайт возглавляет Арсен Магомедов. 
По словам учредителей основной задачей портала ИсламДаг.ру является предоставление информации об исламском вероучении и основах религии, жизненном пути – Сунне венца рода человеческого – Пророка Мухаммада (мир ему и благословение Аллаха). На сайте публикуются новости, статьи, религиозные тексты (в частности, тексты молитв), имеется рубрика «вопрос ответ», посредством которой оказывается психологическая, юридическая и богословская консультация. Материалы сайта используются и распространяются российскими СМИ. Ресурс имеет свои страницы во всех популярных социальных сетях, через которые поддерживается обратная связь с читателями.

## Отзывы
Председатель Комитета по свободе совести, взаимодействию с религиозными организациями Дагестана Магомед Абдурахманов отметил вклад портала в духовно-нравственное и религиозное просвещение населения, содействие в развитии и укрепление государственно-конфессиональных отношений в республике Дагестан.
Муфтий, Глава Духовного собрания мусульман России Альбир-хазрат Рифкатович Крганов высоко оценил работу сайта отметив что сам лично получает на портале исламдаг.ру информацию религиозного толка и с удовольствием читает ответы на вопросы читателей.

## Достижения
- В 2016 сайт отметил свое 10 летие.[6]
- В 2016 году получил правительственную грамоту за вклад в развитие государственно-конфессиональных отношений в Дагестане.[7]
- В 2021 году ведущий корреспондент сайта Айша Тухаева выиграла награду в республиканском конкурсе СМИ в области противодействия идеологии терроризма.[8]
- В 2021 портал получил серебряную кнопку Ютуб.[9]